# تاريخ السودان الإنجليزي المصري

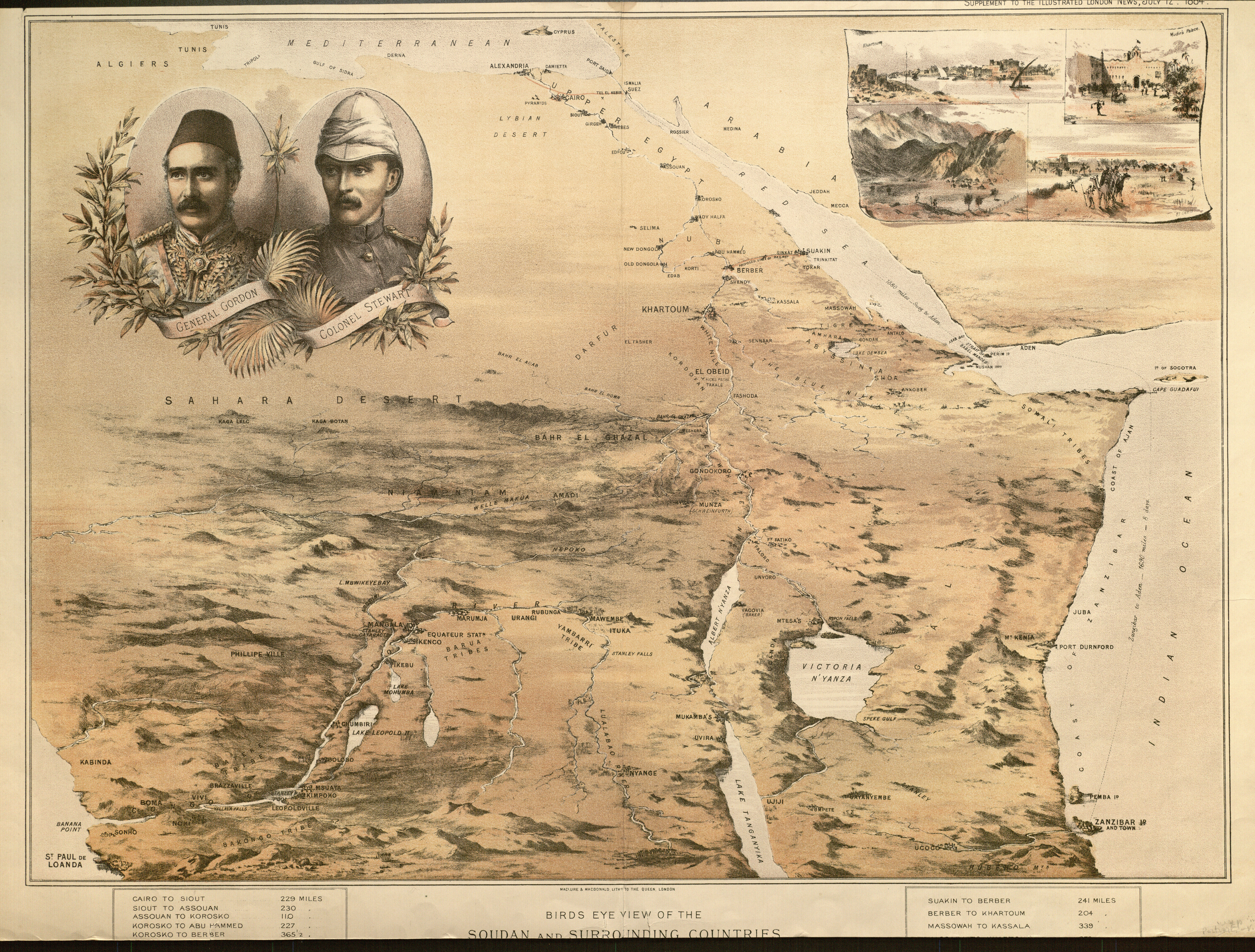
منظر عين الطائر للسودان والدول المحيطة ، 1884

في يناير 1899، أعادت اتفاقية إنجليزية مصرية الحكم المصري في السودان لكن بكونه جزءًا من سيادة مشتركة، أو سلطة مشتركة، تمارسها المملكة المتحدة ومصر. حددت الاتفاقية منطقة جنوب خط العرض الثاني والعشرين بأنها السودان الإنجليزي المصري. رغم أنها أبرزت مديونية مصر لبريطانيا لاشتراك الأخيرة في عملية الاستعادة، فقد فشلت الاتفاقية في توضيح العلاقة القانونية بين الدولتين في السودان أو في تأمين أساس قانوني للحكم البريطاني المستمر للمنطقة بالنيابة عن الخديوي. حدد النص الثاني من الاتفاقية أنه:
«ينبغي تخويل القيادة العسكرية والمدنية العليا في السودان إلى ضابط واحد، يُطلق عليه اسم الحاكم العام للسودان. يُعيّن بمرسوم من الخديوي بناءً على توصية حكومة جلالتها ويُعفى بمرسوم من الخديوي فقط بموافقة حكومة جلالتها».
يكون الحاكم العام البريطاني، الذي كان ضابطًا عسكريًا، مسؤولًا أمام وزارة الخارجية من خلال وكيلها المقيم في القاهرة. على أي حال، من الناحية العملية، فإنه مارس سلطات استثنائية وأدار حكومة السيادة المشتركة من الخرطوم كما لو أنها حكومة استعمارية. خلَف السير ريغنالد وينغيت، كتشنر حاكمًا عامًا عام 1899.
في كل محافظة، ساعد مفتشان وعدة مفوضين محليين الحاكم البريطاني (المدير). في البداية، كان كل الموظفين الإداريين تقريبًا ضباطًا في الجيش البريطاني ملحقين بالجيش المصري. في عام 1901، على أي حال، بدأ الإداريون المدنيون بالوصول إلى السودان من بريطانيا وشكلوا نواة الخدمة السياسية السودانية. شغل المصريون مناصب ذات مستوى متوسط بينما حصل السودانيون تدريجيًا على وظائف أدنى مستوى.

## فترة السيادة المشتركة
في السنوات الأولى من حكم السيادة المشتركة، مارس الحاكم العام وحكام المحافظات قدر كبير من حرية الحكم في السودان. لكن، بعد عام 1910، ساعد قنصل تنفيذي الحاكم العام، وكانت موافقة هذا القنصل مطلوبة لكل التشريعات والشؤون الخاصة بالموازنة.
ترأس الحاكم العام هذه القنصلية، التي تضمنت المفتش العام؛ وزراء المدنية والقضاء والمالية؛ الضابط العام قائد القوات (القائد)؛ واثنان إلى أربعة مسؤولين بريطانيين معينين من قِبل الحاكم العام. من عام 1944 إلى 1948 كان هناك أيضًا مجلس استشاري لشمال السودان كانت مهامه ممثلة بالتوجيه والاستشارة. امتلك هذا المجلس الاستشاري 18 عضوًا يمثلون مجالس المحافظات، و10 أعضاء مرشحين من قِبل الحاكم العام وعضوين فخريين. احتفظ المجلس التنفيذي بالسلطة التشريعية حتى عام 1948.

### القانون والنظام
بعد استعادة النظام وسلطة الحكومة، كرس البريطانيون أنفسهم لتشكيل حكومة عصرية في نظام السيادة المشتركة. اعتمد الحقوقيون قوانين العقوبات وأصول المحاكمات الجنائية المشابهة لتلك النافذة في الهند البريطانية. وضعت اللجان قوانين ملكيات الأراضي وتعديلاتها المتعلقة بحل الدعاوي الخلافية الناجمة عن عمليات نقل الملكيات المعمولة من قِبل الحكومات المتعاقبة. ظلت الضرائب المفروضة على ملكية الأراضي الشكل الأساسي من عملية تحصيل الضرائب، وتقررت المبالغ تبعًا لنوع الري، وعدد أشجار نخيل التمر، وحجم الماشية؛ على أي حال، حُدد المعدل الضريبي لأول مرة في تاريخ السودان.
استمر قانون الإجراءات المدنية لعام 1902 بتطبيق التقسيم العثماني بين القانون المدني والشريعة، لكنه أحدث أيضًا توجيهات لعمل محاكم الشريعة باعتبارها قسم قضائي مستقل تابع لكبير قضاة معين من قِبل الحاكم العام. كان القضاة الدينيون وموظفون آخرون في محكمة الشريعة مصريين دائمًا.
كان هناك مقاومة قليلة لحكم السيادة المشتركة. غالبًا ما أخذت انتهاكات السلام شكل حرب بين القبائل أو قطعٍ للطرق. وقعت ثورة المهديين في شهر فبراير من عام 1900 وفي عام 1902 – 1903، و1904، و1908 لكن هذه الثورات كانت ذات مدة قصيرة. في عام 1916، شن عبد الله السوهيني، الذي زعم أنه النبي عيسى، عملية جهادية باءت بالفشل.

### حدود غير محددة
كانت مشكلة الحدود غير المحددة في دولة السيادة المشتركة مشكلة أكبر. حددت معاهدة عام 1902 مع إثيوبيا الحدود الجنوبية الشرقية مع السودان. بعد سبع سنوات، حددت معاهدة أنجلو بلجيكية وضع حاجز اللادو في الجنوب محدثة حدودًا مع الكونغو البلجيكية (جمهورية الكونغو الديمقراطية في يومنا الحالي).
تبين أن حل مشكلة الحدود الغربية أصعب. كان دارفور الإقليم الوحيد التابع للسيطرة المصرية بشكل رسمي والذي لم يُستعاد بموجب الحكم الثنائي. حين تفككت الدولة المهدية، استرد السلطان علي دينار عرش دارفور، الذي فُقد للمصريين في عام 1874 واستلم العرش تحت سيادة عثمانية، مع موافقة بريطانية شريطة أن يدفع ضريبة سنوية للخديوي. حين اندلعت الحرب العالمية الأولى، أعلن علي دينار ولاءه للإمبراطورية العثمانية واستجاب لاستدعاء الباب العالي للجهاد ضد الحلفاء. أرسلت بريطانيا، التي أعلنت الحماية على مصر عام 1914، قوة صغيرة ضد علي دينار، الذي توفي في معركة لاحقة. عام 1916، ضم البريطانيون دارفور إلى السودان وأنهوا سلطنة دارفور.

### التطور الاقتصادي
خلال فترة السيادة المشتركة، حدث التطور الاقتصادي في مناطق وادي النيل المستقرة فقط. في أول عقدين من الحكم الثنائي، مدّ البريطانيون ووسعوا خطوط التلغراف والسكك الحديدة لربط مواقع رئيسية في شمال السودان لكن الخدمات لم تصل إلى مناطق بعيدة أكثر. افتُتحت مدينة بورتسودان عام 1906، لتحل محل مدينة سَواكن منفذًا رئيسيًا للبلاد على البحر.
في عام 1911 أطلقت الحكومة السودانية ونقابة زراعة السودان الخاصة مشروع الجزيرة لتأمين مصدر لصناعة النسيج البريطانية من القطن عالي الجودة. استُكمل سد للري قرب سنار، في 1925، أخضع هذا السد منطقة كبيرة جدًا من أجل الزراعة في الجزيرة. أرسل المزارعون القطن عن طريق السكك الحديدية من سنار إلى بورتسودان للشحن إلى الخارج. جعل مشروع الجزيرة من القطن الركيزة الأساسية لاقتصاد البلاد وحوّل المنطقة إلى أكثر منطقة ذات كثافة سكانية في السودان.

## استقلال مصر ومصير السودان
في عام 1922، أعلنت بريطانيا الحماية ووافقت على إعلان مصر للاستقلال. على أي حال، لم يدّع الدستور المصري في عام 1923 أي سيادة مصرية على السودان. تعثرت مفاوضات لاحقة في لندن بين البريطانيين والحكومة المصرية الجديدة حول مسألة السودان.
ثار الوطنيون في مصر والسودان، مُحرَّضين بفشل المفاوضات، إذ أيّدت قلة قليلة الوحدة مع مصر. في نوفمبر 1924، اغتيل السير لي ستاك، الحاكم العام للسودان وسردار الجيش الإنجليزي المصري، في القاهرة. أمرت بريطانيا كل القوات المصرية والعاملين المدنيين والموظفين الحكوميين بالانسحاب من السودان. في عام 1925، شكلت الخرطوم ما يُدعى بقوة الدفاع السودانية المؤلفة من 4500 رجل تحت إدارة ضباط سودانيين لتحل محل الوحدات المصرية.

### الحكم غير المباشر
كانت السودان هادئة نسبيًا في أواخر عشرينيات القرن العشرين وفي ثلاثينياته. خلال هذه الفترة، فضلت الحكومة الاستعمارية الحكم غير المباشر، الذي سمح للبريطانيين بالحكم من خلال قادة وطنيين.
في السودان، كان القادة التقليديون شيوخَ قرى وقبائل ومناطق شمالًا وزعماء قبائل في الجنوب. فوض البريطانيون بدايةً سلطات قضائية للشيوخ لتمكينهم من حل النزاعات المحلية؛ سمحوا بعدها للشيوخ تدريجيًا بإدارة حكومة محلية تحت إشراف مفوضي مناطق بريطانيين. تباين عدد السودانيين المعترفين بهؤلاء القادة ودرجة السلطة التي مارسوها بشكل كبير.
عارض تيار الحداثة السياسية، ممثلًا بقادة محليين آخرين ونخبة خرطوم المثقفة، الحكم غير المباشر. في نظرهم، فإنه منع توحيد البلاد، وفاقم القبلية في الشمال، وعمل في الجنوب على تعزيز مجتمع أقل تقدم معارض  للتأثير العربي. انطوى الحكم غير المباشر أيضًا على اللامركزية الحكومية، سبب هذا الأمر قلقًا للنخبة المثقفة إذ امتلك أفرادها وظائفًا في الإدارة المركزية وتصوروا انتقالًا محتملًا للسلطة من السلطات الاستعمارية البريطانية إلى طبقتهم.
عارض الوطنيون من أتباع الطريقة الختمية، الحكم غير المباشر، لكن الأنصار (أو أتباع المهدي) دعموا النهج البريطاني إذ تمتع العديد منهم بمناصب محلية في السلطة.    